# アニカ・ビルスタム
アニカ・ビルスタム（Annika Billstam、1976年3月8日 - ）はスウェーデンのオリエンテーリング選手であり、2011年の世界選手権ロング競技覇者。ウプサラ在住。

## 実績

### 国際大会において
アニカ・ビルスタムは今でこそ、オリエンテーリングの母国であるスウェーデンを代表する選手だが、他の有名選手とは異なり遅咲きの選手であるという点に特徴がある。2007年にウクライナの首都キーウで開催された世界選手権（WOC）、WOC2007に出場しリレー競技において銀メダルを獲得したが、この年が代表初選出である。このときビルスタムは既に31歳となっていた。翌年、チェコで開催されたWOC2008でもスウェーデン代表に選出、ロング競技においてダナ・ブロツコバ（チェコ）、マリアンヌ・アンデルセン（ノルウェー）に次ぐ3位となり、個人種目において初のメダルを獲得した。その後もコンスタントに代表に選出され続け、2011年にフランスで開催されたWOC2011ではついにロング競技において優勝を果たし、金メダルを獲得した。

### スウェーデン国内において
31歳にして初の代表選出となったビルスタムだが、事実としてそれまで顕著な成績が多くなかった。たとえばスウェーデン選手権において、リレー競技でこそ2003年に優勝を経験しているが、個人種目で入賞したのはミドル競技で3位となった2006年が初である。優勝も2010年のウルトラロング競技1回のみである。近年ではスウェーデン選手権においてよりも世界選手権においてコンスタントに入賞を果たしており、国際舞台において勝負強さを発揮しているといえる（もっともこのことはスウェーデン選手権のレベルの高さも示している）。